# David Harrow
David Harrow (geboren 29. Juni in London) ist ein englischer Musikproduzent, DJ und Multimedia-Künstler.

## Leben
Harrow begann seine berufliche Laufbahn in den frühen 1980er Jahren in der Hausbesetzerszene des Londoner East Ends. Im Warehouse Theatre im Osten von Croydon traf er auf die Pop-Poetin und Sängerin Anne Clark. Mit ihr entstanden mehrere Alben. Er trat in der Zeit auch mit der Underground-Gruppe Psychic TV auf.
1982 erschien Harrows erstes Soloalbum The Succession. In Berlin produzierte er Musik der Gruppen Leningrad Sandwich und Fougorki. Dort begann eine langjährige Zusammenarbeit mit Mike Vamp. In den Niederlanden arbeitete er mit Jah Wobble an einem Album. 1987, zurück in London, entstand David Harrows letztes Album mit Anne Clark. Im Jahr 2000 reiste er nach Kuba und Jamaika, bevor er in Los Angeles ein eigenes Studio einrichtete. Es entstanden Filmmusiken, unter anderem für Las Vegas. 2015 begann er, die Produktion elektronischer Musik an der Point Blanks LA Musikschule zu unterrichten. 2020 erhielt er einen Ehrenabschluss im Fach Musikproduktion der Middlesex-Universität.

## Diskografie (Ausschnitt)
- The Succession (Himalaya) 1983
- Sleeper in Metropolis (mit Anne Clark) (Ink Records) 1985
- Sufferhead EP (mit Peter Hope) (Ink Records) 1985
- Bite the Hand that Feeds You (mit Pinkie Maclure) (Ink Records) 1985
- Sleeper in Metropolis (mit Anne Clark) (Ink Records) 1987
- Easy is a Four Letter Word (unter dem Künstlernamen James Hardway) (Shadow Records) 1998
- Electrosexual (als Technova) (Hydrogen Dukebox) 2004
- Downtime (als Oicho) (Workhouse) 2010
- The Crackdown (Billie Rae Martin) - Oicho Remix (Disco Activisto) 2010
- Diamond and Dust (mit Mike Vamp) 2020
- Low Winter Sun 2021